# Hans von Türckheim (Politiker)
Hans Freiherr von Türckheim zu Altdorf (* 5. Dezember 1814 in Freiburg im Breisgau; † 21. November 1892 in Mahlberg) war ein deutscher Diplomat und Entomologe. 

## Leben
Hans Freiherr von Türckheim entstammte der alten reichsritterschaftlichen Familie Türckheim aus der Ortenau. Sein Vater war der badische Diplomat und Politiker Johann von Türckheim, der mit seiner Mutter Friederike von Günderode, einer Tochter des großherzoglich-hessischen Oberappellationsgerichtsrats Freiherr von Günderode in Darmstadt, seit 1814 verheiratet war. Friederike von Günderode war eine Tochter aus einer Familie des alten Frankfurter Patriziats und Johann von Türckheim wurde daher 1822 in die Adelige Ganerbschaft des Hauses Alten Limpurg aufgenommen.
Hans Freiherr von Türckheim studierte an der Albert-Ludwigs-Universität Freiburg und der Friedrich-Wilhelms-Universität zu Berlin Rechtswissenschaften, war 1845 Legationssekretär in Wien und wurde 1847 zum Legationsrat und Kammerherrn und 1861 zum außerordentlichen Grossherzoglich Badischen Gesandten in Darmstadt ernannt. 
Von 1850 bis 1865 war er Mitglied der Ersten Kammer der Badischen Ständeversammlung.

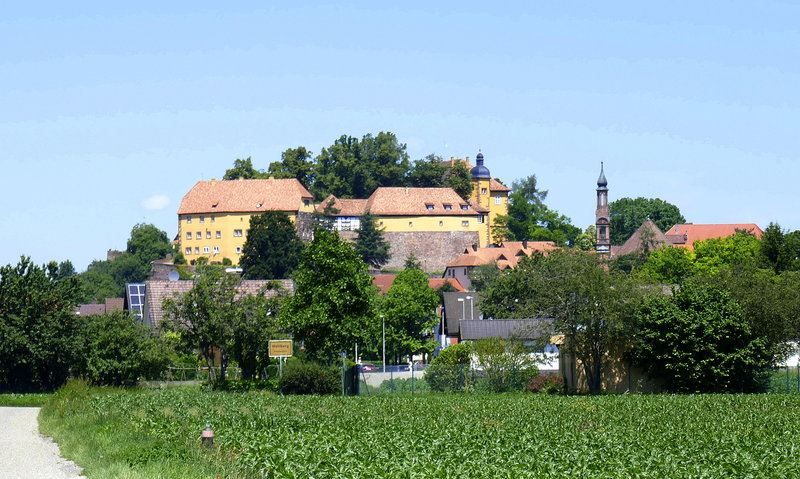
Mahlberg mit Schloss Mahlberg

In der Zeit von 1864 bis 1883 wirkte er als Grossherzoglich Badischer Gesandter in Berlin. Nach seinem Eintritt in den Ruhestand zog er sich im Herbst 1883 auf sein Schloss Mahlberg in Mahlberg zurück.
Er interessierte sich für Entomologie und übernahm ab 25. Oktober 1880 den Vorsitz im 1856 von Gustav Kraatz gegründeten Berliner entomologischen Verein. Seine Sammlung von Schmetterlingen und Kleinschmetterlingen kam nach seinem Tod an das Naturalienkabinett in Karlsruhe.
Hans von Türckheim war 1851 der Adressat des Briefes mit der bisher teuersten deutschen Briefmarke, dem Baden-Fehldruck 9 Kreuzer.
Er war mit Fanny Emilie Auguste Freiin von Hardenberg (* 1832) verheiratet. Der Botaniker Hans von Türckheim war ein Sohn des Ehepaars. Die Tochter Franziska Freiin von Türckheim zu Altdorf (* 14. Juni 1855 in Karlsruhe; † 8. Mai 1936 ebenda) war mit dem preußischen Generalleutnant und Rechtsritter des Johanniterordens Ernst von Prittwitz und Gaffron verheiratet.

## Ehrungen
Im Jahr 1883 wurde er zum Ehrenmitglied des Berliner entomologischen Vereins ernannt.

## Schriften
- Anonymous:[2] Systematisches Verzeichniss der Kleinschmetterlinge Berlins und der Umgegend. In: Berliner Entomologische Zeitschrift, 23, 1879, S. 49–58 (biodiversitylibrary.org)